# Peeter Süda

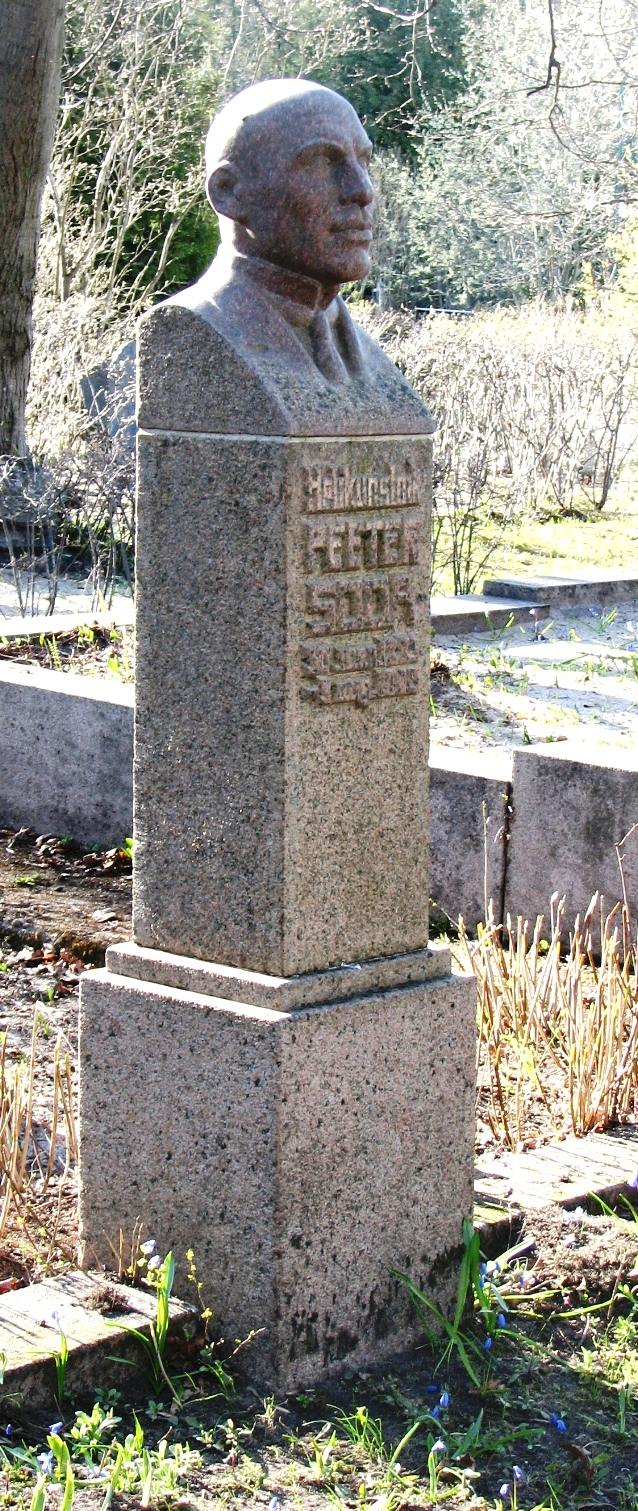
Grób Peetera Südy na cmentarzu Siselinna w Tallinnie

Peeter Süda (ur. 30 stycznia 1883 w Lümandzie, na wyspie Sarema, zm. 3 sierpnia 1920 w Tallinnie)  – estoński kompozytor i organista.

## Życiorys
Pierwsze lekcje gry na organach otrzymał od Ado Knapsa, urzędnika kościelnego w Kihelkonnie. W latach 1902–1911 studiował grę na organach u Louisa Homiliusa i Jacquesa Handschina w Konserwatorium Petersburskim. Do 1912 studiował tam także teorię muzyki i kompozycję pod kierunkiem m.in. Anatolija Ladowa, Aleksandra Głazunowa i Jāzepsa Vītolsa. 
W czasie studiów, w latach 1905–1911, brał aktywny udział w akcji gromadzenia estońskich pieśni ludowych, zainicjowanej przez Estońskie Towarzystwo Studenckie i zorganizowanej przez Oskara Kallasa. W 1912 wrócił do Tallinna, gdzie dawał prywatne lekcje gry fortepianowej i teorii muzyki. Występował też z recitalami organowyymi oraz w roli akompaniatora. Na rok przed swoją śmiercią w 1919 został powołany w skład wykładowców nowo powstającego Konserwatorium w Tallinnie. Wykładał tam grę organową i teorię muzyki.

## Twórczość
Süda popierał dążenia Marta Saara i Cyrillusa Kreeka do stworzenia narodowego stylu w muzyce estońskiej. W wielu jego kompozycjach słychać intonacje estońskiego folkloru. Jego idom charakteryzuje się bogatym kontrapunktem i złożonym, barwnym brzmieniem na bazie polifonii . 
Komponował niemal wyłącznie utwory organowe, jego kompozycje zebrane w siedmiu opusach stanowią istotny wkład w kształtowanie się estońskiej muzyki organowej. Najlepsze jego kompozycje, takie jak Ave Maria (1914) oraz Preludium i Fuga g-moll (1914–1920), są dowodem mistrzowskiego opanowania formy muzycznej i doskonałej znajomość instrumentu . Jedyne jego dzieło chóralne, Linakatkuja (1913) jest pierwszą estońską fugą chorałową opartą na muzyce ludowej . 
Oprócz własnych kompozycji Süda dokonał wielu transkrypcji organowych utworów Liszta, Mozarta, Bacha, Wagnera i innych kompozytorów. 